# Hundert-Regimenter-Offensive
1937–1939

Marco-Polo-Brücke – Peking-Tianjin – Chahar – Shanghai (Sihang-Lagerhaus) – Peking-Hankou-Eisenbahn – Tianjin-Pukou-Eisenbahn – Taiyuan (Pingxingguan, Xinkou) – Nanking – Xuzhou (Tai’erzhuang) – Henan – Lanfeng – Amoy – Überflutung des Gelben Flusses – Wuhan (Wanjialing) – Canton – Hainan – Nanchang – (Xiushui) – Chongqing – Suixian-Zaoyang – (Shantou) – Changsha (1939) – Süd-Guangxi – Winteroffensive (Kunlun-Pass) – (Wuyuan)
1940–1942

Zaoyang-Yichang – Hundert Regimenter – Zentral-Hubei – Süd-Henan – West-Hebei – Shanggao – Shanxi – Changsha (1941) – Changsha (1942) – Yunnan-Burma-Straße – Zhejiang-Jiangxi – Sichuan
1943–1945

West-Hubei – Nord-Burma und West-Yunnan – Changde – Ichi-gō – Henan – Changsha (1944) – Guilin–Liuzhou – West-Henan und Nord-Hubei – West-Hunan – Guangxi (1945) – Mandschukuo (1945)
Die Hundert-Regimenter-Offensive (Chinesisch: 百团大战), auch Schlacht der Hundert Regimenter genannt, fand zwischen dem 20. August und dem 5. Dezember 1940 in Zentralchina statt. Die großangelegte Kampagne der chinesischen Roten Armee gegen die japanische Armee,
kennzeichnet den größten Sieg der kommunistischen Streitkräfte während des Zweiten Japanisch-chinesischen Krieges.

## Vorgeschichte
Nach Ausbruch des Japanisch-Chinesischen Krieges Anfang Juli 1937 und dem stetigen Vormarsch der Japaner im nördlichen China errangen die Chinesen der Kuomintang 1938 in der Schlacht um Tai’erzhuang einen ersten wichtigen Sieg. Die kommunistische Partei unter Mao Zedong war schon 1935 vor der Kuomintang im Langen Marsch nach Yan’an geflohen und baute dort eine neue Basis auf. Es wurde eine Antijapanische Universität gegründet, in der Maos Lehren unterrichtet wurden, aber auch eine militärische Ausbildung erfolgte. Unter den Truppen der Kuomintang machte sich großer Unmut gegen die Kommunisten breit. Sie warfen ihnen vor, sich nicht an den Widerstandskämpfen gegen die Japaner zu beteiligen und nur ein Interesse am Aufbau ihrer eigenen Basis im Westen zu haben. Aus diesen Gründen begann die Rote Armee mit der Planung einer großen Offensive. Nicht nur um zu zeigen, dass auch sie ein Interesse an der Bekämpfung der Japaner hatten, sondern im Wesentlichen auch aus dem Bestreben, dadurch ihre Beziehungen zur Kuomintang zu verbessern.
Ende 1939 vermutete die japanische Führung in Nordchina eine Truppenstärke von etwa 88.000 Kämpfern bei den chinesischen Kommunisten. Zwei Jahre später erhöhten sie ihre Schätzung auf rund 140.000 Kämpfer. Die Kommunisten begannen einen intensiven Guerillakrieg, auf den die Japaner mit der Zerstörung von Dörfern und der Tötung von Mitgliedern der kommunistischen Partei reagierten. Nachdem es der Kommunistischen Partei Chinas unter General Zhu De bis 1940 gelungen war, mehr als 400.000 Soldaten zu rekrutieren, ordneten er und Peng Dehuai ohne Zustimmung von Mao Zedong eine großangelegte Guerillaoffensive gegen die Japaner an. 

## Schlachtverlauf

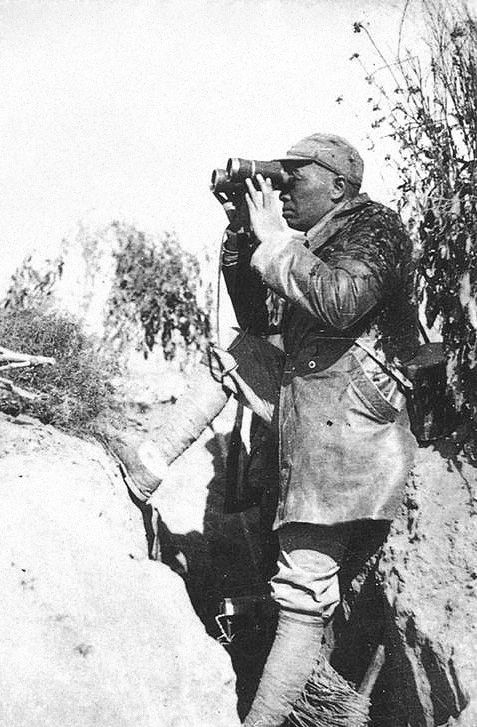
Peng Dehuai beobachtet die Lage bei Guanjianao

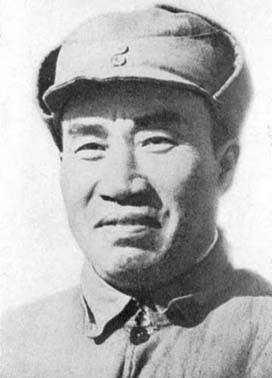
Zhu De

Kurz vor Beginn der Offensive erreichte die Truppenstärke der Chinesen tatsächlich die Anzahl von 400.000 Soldaten, die in 115 Regimenter gegliedert wurden. Dieses starke Wachstum und der Erfolg kleinerer Operationen gegen die Japaner veranlasste Zhu De und die anderen militärischen Führer zur Hoffnung, nun auch eine größere Offensive gegen die Besatzungsmacht starten zu können. Mao argumentierte jedoch gegen eine Offensive und sprach sich für Untergrundaktionen, politische Mobilisierung und den Aufbau von eigenen Stützpunkten aus.
Da der Zuwachs an Kämpfern 1940 so beeindruckend war, ordnete Zhu De eine koordinierte Offensive der Masse der 8. Marscharmee an: 
- 46 Regimenter der 115. Division (General Nie Rongzhen mit der 343. und 344. Brigade)
- 22 Regimenter der 120. Division (General He Long mit 358. und 359. Brigade)
- 47 Regimenter der 129. Division (General Liu Bocheng mit 385. und 386. Brigade)

Diese Regimenter sollten Angriffe auf die von den Japanern gehaltenen Städte und die diese verbindenden Eisenbahnstrecken ausführen. Zwischen dem 20. August und dem 10. September griffen sie die Verbindungsstrecken zwischen den kommunistischen Basisstützpunkten an, speziell die von Dezhou nach Shijiazhuang in Hebei, Shijiazhuang nach Taiyuan in Zentral-Shanxi und Taiyuan nach Datong in Nord-Shanxi. Sie begannen mit der Sprengung von Tunneln und Brücken und der Zerstörung von Streckenabschnitten sowie von Ende September an mit direkten Attacken auf japanische Garnisonen. Dabei mussten sie hohe Verluste von bis zu 22.000 Mann hinnehmen. Die Japaner verloren dabei schätzungsweise 3.000 bis 4.000 Kämpfer. Insgesamt wurden von den Chinesen rund 960 Kilometer Schienen zerstört und die für die japanische Kriegsindustrie wichtige Kohlenmine in Jingxing konnte für ein halbes Jahr außer Betrieb gesetzt werden.

## Nachwirkungen
Den Japanern gelang es unter großen Anstrengungen zwischen Oktober und Dezember die Schienenverbindungen wiederherzustellen, zudem begannen sie mit so genannten „Säuberungsaktionen“ in der angrenzenden Umgebung der Strecken. Nach anfänglichen Erfolgen, bei denen die Chinesen bereits viele Opfer zu beklagen hatten, wendete sich das Blatt und die Chinesen litten unter einer blutigen Verfolgungswelle. Als im folgenden Sommer General Okamura Yasuji das Kommando über die japanischen Streitkräfte in Nordchina übernahm, galt unter ihm die Devise "Dreimal Alles: Alles Umbringen - Alles Verbrennen - Alles Zerstören" in den Landstrichen, in denen kommunistische Einheiten vermutet wurden. Die Bevölkerung in den Hauptgebieten der Kommunisten nahm daraufhin dramatisch ab. Damit wurden auch die kommunistischen Operationen eingedämmt. Die Kräfte der Roten Armee sanken auf etwa 300.000 Mann. Auch die Anzahl der von ihnen kontrollierten Landkreise verminderte sich von 437 auf nur noch 10 in Nordchina. Mao Zedong nutzte die folgende Gleichschaltungskampagne, um seine Vorherrschaft in der Partei wieder neu aufzubauen und auch die militärische Führung wieder hinter sich zu bringen. Als Folge zog sich die Rote Armee weitgehend aus der Landesverteidigung zurück und überließ die Initiative dazu der Kuomintang.
Peng Dehuai wurde von Mao heftig kritisiert, dass er durch seine Offensive die Kampfstärke der Roten Armee gegenüber der Kuomintang offenbart hatte. Dies war einer der Gründe, warum die Hundert-Regimenter-Offensive das letzte der beiden großen Engagements der chinesischen Kommunisten gegen die Japaner war. Peng wurde 1959 nach der Konferenz von Lushan seines Amtes als Premierminister aufgrund von offen vorgetragener Kritik an Maos Wirtschaftspolitik (Großer Sprung nach vorn) enthoben.